# Bright Star Catalogue
Bright Star Catalogue (BSC), Catalogul stelelor strălucitoare, denumit și Yale Catalogue of Bright Stars sau Yale Bright Star Catalogue, este un catalog stelar care recenzează toate stelele cu magnitudine mai mică sau egală cu 6,5, ceea ce corespunde, în mare, tuturor stelelor vizibile cu ochiul liber, de pe Pământ. Ediția din 1991, a 5-a, este, în momentul de față, disponibilă „on line”, pe mai multe site-uri. Deși abrevierea sa este  BS sau YBS, citările stelelor listate în catalog utilizează abrevierea HR în fața numărului de ordine, pornind de la predecesorul acestui catalog,  Harvard Revised Photometry Catalogue creat în 1908 de Observatorul de la Harvard.

## Descriere
Catalogul include 9.110 de intrări, dintre care 9.096 sunt stele, 10 sunt nove și supernove, iar 4 obiecte nu sunt stele. Aceste ultime obiecte  sunt roiuri globulare: 47 Tucanae (indicat cu sigla HR 95) și NGC 2808 (HR 3671) și roiuri deschise: NGC 2281 (HR 2496) și Messier 67 (HR 3515).